# We're Alright
We're Alright is een nummer van de Nederlandse zangeres Ilse DeLange uit 2009. Het is de vierde en laatste single van haar achtste studioalbum Incredible.
"We're Alright" was het eerste nummer van DeLange dat als digitale single werd uitgebracht. In de tekst zegt liedverteller dat ze meer spanning wil in het leven, aangezien ze die nu niet meer ervaart. Het nummer werd een bescheiden hit en bereikte de 21e positie in de Nederlandse Top 40.

## Tracklijst
- Muziekdownload

1. "We're Alright" – 3:54